# Fini Henriques
Fini Valdemar Henriques (ur. 20 grudnia 1867 w Kopenhadze, zm. 27 października 1940 tamże) – duński kompozytor, skrzypek i dyrygent.

## Życiorys
Był uczniem Valdemara Toftego (skrzypce) i Johana Svendsena (kompozycja), studiował też w berlińskiej Hochschule für Musik u Josepha Joachima (1888–1891). Od 1892 do 1896 roku był skrzypkiem w nadwornej orkiestrze królewskiej w Kopenhadze. W późniejszych latach koncertował w Europie jako solista, prowadził też własny kwartet smyczkowy.
Tworzył w konwencji późnoromantycznej.

## Wybrane kompozycje
(na podstawie materiałów źródłowych)

### Utwory orkiestrowe
- Symfonia C-dur (1896)
- poemat symfoniczny Kong Volmer (1898)
- uwertura Hans Christian Andersen (1905)
- Nordisk Konzert-Ouvertüre (1939)
- Romance na skrzypce i orkiestrę smyczkową (1893)
- Suita F-dur na obój i orkiestrę smyczkową (1894)

### Utwory kameralne
- Kwartet smyczkowy Es-dur (1889)
- Sonata g-moll na skrzypce i fortepian (1893)
- Bornetrio na skrzypce, wiolonczelę i fortepian (1904)
- Noveletter na skrzypce i fortepian (1905)
- Romance D-dur na skrzypce i fortepian (1909)
- Kwartet smyczkowy a-moll (1910)
- Kammerduetter na 2 skrzypiec i fortepian (1912)
- Kwartet na flet, skrzypce, wiolonczelę i fortepian (1937)

### Pieśni solowe
- Fire sange (1900)
- To sange (1902)
- Stille sange (1909)
- Den danske studentersang (1922)
- Julesange (1926)
- Jyttevers (1929)

### Opery
- Volund Smed (wyst. jako melodram Kopenhaga 1896, jako opera wyst. Kopenhaga 1940)
- Staerstikkeren (wyst. Kopenhaga 1926)

### Balety
- Den lilie havfrue, (wyst. 1909)
- Tata (wyst. 1931)